# Passatge per trompeta
"Passatge per trompeta" (títol original en anglès "A Passage for Trumpet") és el trenta-dosè episodi de la sèrie de televisió d'antologia La Dimensió Desconeguda, Es va emetre originalment el 20 de maig de 1960 a CBS. Ha estat doblat al català i emès per TV3.

## Narració d'obertura
| « | Joey Crown, músic amb una cara estranya i intensa, la vida del qual és una recerca de coses impossibles com flors en formigó o com intentar treure una nota de música de l'aire i posar-la sota un vidre per atresorar. | » |

La narració continua després del diàleg entre Joey i Baron.
| « | Joey Crown, músic de cara estranya i intensa, que, en un moment, intentarà sortir de la Terra i descobrir el terme mitjà, el lloc que anomenem La Dimensió Desconeguda. | » |

## Argument
Joey Crown és un desafortunat trompetista a Nova York; no té diners, ni amics, ni perspectives laborals a causa de l'alcoholisme. Buscant una oportunitat de tornar a treballar, el gerent del seu antic club el rebutja, que tot i que aprecia les habilitats d'en Joey, sap el poc fiable que és. Joey sent que la seva vida no val res. Ven la seva estimada trompeta en una botiga d'empenyorament per diners en efectiu i després, després d'una afartada d'alcohol, impulsivament entra en el camí d'un camió a velocitat. Quan arriba, s'adona que ningú el pot veure ni escoltar i suposa que està mort. Cap de les persones que veu són les que reconeix, tot i que va a llocs que coneix.
En Joey torna al Nightclub, on es sorprèn de trobar-se amb un altre trompetista que no només pot veure'l, sinó que també el reconeix. Explica que Joey està en "una mena de limbo"; són totes les persones que va trobar les que realment estan mortes. Ofereix a Joey una opció per tornar als vius si així ho vol, alhora que li recorda que ha de "agafar el que reps i vius amb això". Amb l'ànim de l'home, Joey decideix que vol tornar, però primer li pregunta el nom i la resposta és: "Digue’m Gabe, […] diminutiu de Gabriel".
Joey es desperta al carrer després de la col·lisió i està sacsejat, però il·lès. El nerviós conductor del camió ràpidament posa diners a la mà d'en Joey, dient que el seu historial de conducció està en joc. Joey torna a comprar la seva trompeta. Més tard aquella nit, està tocant la trompeta, sol al terrat del seu edifici d'apartaments, quan una jove la roba de la qual hi està penjada s'acosta a ell per expressar-li la seva admiració. Es presenta com a Nan i diu que és nova a la ciutat. Després de veure que està interessada romànticament en ell, un Joey emocionat s'ofereix a ensenyar-li la ciutat.

## Narració de cloenda
| « | Joey Crown, que fa música i que va descobrir alguna cosa sobre la vida; que pot ser ric i gratificant i ple de bellesa, igual que la música que tocava, si una persona només s'atura a mirar i escoltar. Joey Crown, que va tenir la seva pista a la Dimensió Desconeguda. | » |

## Repartiment
- Jack Klugman com a Joey Crown
- Frank Wolff com a Baron
- John Anderson com a Gabe
- Mary Webster com a Nan
- Ned Glass com a Nate (propietari de la casa de penyoraments)
- James Flavin com a conductor